# Zeche Friedrich Wilhelm (Essen)
Die Zeche Friedrich Wilhelm ist ein ehemaliges Steinkohlenbergwerk in Essen-Heisingen. Die Zeche entstand im Jahr 1857 aus einer Konsolidation mehrerer Berechtsamen. Die Gewerkschaft der Zeche Friedrich Wilhelm war eines der Gründungsmitglieder des Rheinisch-Westfälischen Kohlen-Syndikats.

## Geschichte

### Die Anfänge als Strunksiepen
Über die Zeche Strunksiepen in Essen-Heisingen wird nur sehr wenig berichtet. Im Jahr 1794 wurde die Konzession, die alte Strunksieper Kohlenbank weiter abzubauen, durch den Abt Bernadus von Werden erteilt. Um das Jahr 1800 war das Bergwerk in Betrieb, danach wird es in den Akten nicht mehr genannt. Nachdem das Bergregals vom Abt von Werden auf den preußischen König übergegangen war, erfolgte im Jahr 1804 die Anmeldung beim preußischen Bergamt. Im Jahr 1840 wurde ein weiteres Flöz in Augenschein genommen. Am 22. Februar des Jahres 1857 kam es zur Verleihung des Längenfeldes. Im selben Jahr erfolgte die Konsolidation mit dem Grubenfeld Neu-Heisingen zur Zeche Friedrich Wilhelm.

### Die Jahre als Friedrich Wilhelm
Am 22. Februar des Jahres 1857 wurde das Längenfeld Strunksiepen und am 19. August desselben Jahres das Längenfeld Neu-Heisingen verliehen. Im Anschluss daran wurde noch im selben Jahr die Gewerkschaft Friedrich Wilhelm gegründet. Am 1. Dezember 1857 kam es zur Konsolidation der beiden Berechtsamen. Die Gewerkschaft der Zeche Strunksiepen und die Muter des Feldes Neu-Heisingen waren jeweils mit 64 Kuxen an der neu gegründeten Gewerkschaft beteiligt. In den Jahren 1858 und 1859 war zunächst kein Betrieb auf dem Bergwerk. Am 4. September des Jahres 1859 wurde der Consolidationsvertrag genehmigt. 1860 wurde damit begonnen, den oberen Tagetrieb aufzufahren, ab Dezember desselben Jahres wurde die Auffahrung gestundet. Im Jahr 1872 wurde das Bergwerk in den Akten des Bergamts nur noch ohne sonstige Angaben genannt. 1893 wurde die Kuxenmehrheit durch die Rheinischen Anthracit-Kohlenwerke erworben. Das Geviertfeld Friedrich Wilhelm war, bis auf den früheren Stollenbau durch die Zeche Strunksiepen, noch unverritzt. Im Jahr 1896 beschlossen die Gewerken von Friedrich Wilhelm, in dem unverritzten Feld Friedrich Wilhelm einen neuen Schacht abzuteufen.
Noch im selben Jahr 1896 wurde begonnen, den Schacht Friedrich Wilhelm abzuteufen. Im selben Jahr waren 40 Bergleute auf dem Bergwerk beschäftigt. 1897 wurde bei einer Teufe von 92 Metern (−32 Meter NN) ab Hängebank die 1. Sohle angesetzt. Die Belegschaftszahl zählte in diesem Jahr 67 Bergleute. Im selben Jahr wurde für die Wasserhaltung auf der 1. Sohle eine Zwillingspumpe installiert. Im Jahr 1898 wurde bei einer Teufe von 302 Metern (−242 Meter NN) die 3. Sohle angesetzt. Im selben Jahr kam es zum Durchschlag mit den Grubenbauen der Rheinischen Anthracit-Kohlenwerke, auf dem Bergwerk war jedoch kein eigener Abbau. Die Belegschaftszahl lag in diesem Jahr bei 80 Bergleuten. Im selben Jahr wurde mit der Förderung der Rheinischen Anthracit-Kohlenwerke begonnen. Ab 1899 wurde die komplette Förderung der Rheinischen Anthracit-Kohlenwerke durch den Schacht Wilhelm gefördert, nachdem der tonnlägige Schacht der Rheinischen Anthracit-Kohlenwerke stillgelegt worden war. Die Förderung erfolgte bis zur Stollensohle. In diesem Jahr waren 161 Bergleute beschäftigt. Im Jahr 1903 kam es zur Übernahme des Geviertfeldes einschließlich Schacht Friedrich Wilhelm durch die Rheinischen Anthracit-Kohlenwerke. Der Schacht Wilhelm wurde später in Schacht Carl Funke 1 umbenannt.